# Vita Sancti Kentigerni
 (mars 2024).
La Vita Sancti Kentigerni (en latin : Vie de Saint Kentigern) est une hagiographie de Saint Kentigern écrite vers l'an 1200 par Jocelyn de Furness.